# Anis Ben Amor
Pour les articles homonymes, voir Ben Amor.
Anis Ben Amor, né le 2 juillet 1987, est un footballeur tunisien évoluant au poste de défenseur droit.

## Carrière
- juillet 2008-juillet 2010 : Avenir sportif de Kasserine (Tunisie)
- juillet  2010-janvier 2011 : Club africain (Tunisie)
- janvier-juillet 2011 : Avenir sportif de La Marsa (Tunisie)
- juillet 2011-juillet 2012 : Avenir sportif de Gabès (Tunisie)
- juillet 2012-janvier 2013 : Avenir sportif de Kasserine (Tunisie)
- janvier-juillet 2013 : Olympique de Béja (Tunisie)

## Palmarès
- Coupe nord-africaine des clubs champions :
  - Vainqueur : 2010